# Đạo luật Phòng ngừa Thiếu hụt
Đạo luật Phòng ngừa Thiếu hụt (tiếng Anh: Antideficiency Act, viết tắt ADA), Pub.L. 97–258, 96 Stat. 923, là một đạo luật được Quốc hội Hoa Kỳ ban hành để phòng ngừa chính phủ mắc nợ hoặc tiêu tiền vượt quá số tiền có sẵn theo dự luật phân bổ ngân sách hoặc quỹ công trái của chính phủ. Đạo luật được ban hành năm 1884 và các tu chính án lớn được ban hành vào các năm 1950 và 1982. Nó đã được pháp điển vào 31 U.S.C. § 1341–1342 và 31 U.S.C. § 1501–1519. Đạo luật cấm chính phủ liên bang không được phép cam kết một hợp đồng không được "cấp tiền đầy đủ" vì, nếu làm vậy, chính phủ sẽ bị mang nghĩa vụ nợ vì không có đủ tiền thỏa mãn các điều kiện của hợp đồng. Đôi khi Đạo luật Quốc hội này còn được gọi là Khoản 3679 của Bộ luật Canh cải sửa đổi.

## Lịch sử
Đạo luật Phòng ngừa Thiếu hụt đã tiến triển để đáp lại các lạm dụng bởi chính phủ. Đạo luật đầu tiên được ban hành năm 1870 (16 Stat. 251), sau Nội chiến Hoa Kỳ, để chấm dứt thói quen ngành hành pháp hay gây các thiếu hụt đe dọa (coercive deficiency). Nhiều cơ quan, nhất là quân đội, hay cố tình hết tiền sớm nên bắt Quốc hội phải cấp thêm tiền để không vi phạm các hợp đồng. Một số cơ quan còn xài hết ngân sách vào mấy tháng đầu năm, tiếp tục chi tiêu suốt năm, và cuối năm xin Quốc hội cấp thêm tiền.
Đạo luật được sửa đổi và mở rộng vài lần, nhất là các năm 1905 và 1906, lúc đó nó bắt buộc các khoản ngân sách phải được chia ra từng tháng và định rõ các xử phạt hình sự vì vi phạm đạo luật. Nó được sửa đổi bởi một sắc lệnh hành pháp vào năm 1933 và được sửa đổi đáng kể vào năm 1950. Phiên bản hiện hành được ban hành ngày 12 tháng 9 năm 1982. Văn kiện "Đạo luật Phòng ngừa Thiếu hụt" thực sự bao gồm các điều khoản trong Tiêu mục 31 ít khi được liên kết với điều khoản chính của đạo luật, 31 U.S.C. § 1341. Vì thế, ADA cũng bao gồm 31 U.S.C. § 1342, một điều khoản cấm tình nguyện để khắc phục các vấn đề ngân sách. Nó cũng bao gồm 31 U.S.C. § 1501–1519, các điều khoản bắt Quốc hội phải phân chia, "phân bổ", và "chỉ định" các khoản tiền trước khi ngành hành pháp có thể sử dụng nó.

## Quyền lực hiến pháp
Đến một chừng mực nào đó, nhưng không phải hoàn toàn, nó thực hiện điều 1 khoản 9 điều khoản 7 ("quyền kiểm soát ví tiền", power of the purse), quy định rằng "Sẽ không được rút bất cứ khoản tiền nào từ Ngân khố, trừ trường hợp được pháp luật cho phép."